# Rock DJ
Rock DJ è un brano del cantante inglese Robbie Williams registrato per il suo terzo album Sing When You're Winning pubblicato come singolo nell'estate del 2000. La canzone è quasi interamente costruita su un campionamento del brano del 1977 It's Ecstasy When You Lay Down Next to Me di Barry White.

## Il video
Il video, prodotto da Vaughan Arnell, è stato accompagnato da pesanti polemiche subito dopo la pubblicazione, per via dei suoi contenuti fin troppo espliciti. Nel video il cantante sta ballando sul cubo di una discoteca e, per attirare l'attenzione di una bella DJ, interpretata da Lauren Gold, comincia a levarsi i vestiti (il costume, la maglietta, i pantaloni). Quando la DJ continua a non guardarlo, Williams si strappa prima la pelle, poi i singoli muscoli ed infine gli organi interni, fino a rimanere uno scheletro esangue, ma attirando alla fine le attenzioni della donna. Nella sua forma integrale, il video non è stato mai trasmesso dai canali tematici (compresa MTV) o comunque non durante la programmazione diurna.
Nonostante ciò nel 2001 il video vinse l'MTV Video Music Award nella sezione "migliori effetti speciali", e nel 2006 si è piazzato al settimo posto della speciale classifica di MTV "Most Groundbreaking Video Ever".

## Tracce
UK CD
1. Rock DJ - 4:17
2. Talk to Me - 3:30
3. Rock DJ [Player one Remix] - 5:37

UK DVD
1. Rock DJ (Music Video)
2. Making Of Rock DJ (Short Documentary)

International CD Maxi
1. Rock DJ - 4:17
2. Talk To Me - 3:30
3. Rock DJ [Player one Remix] - 5:37
4. Rock DJ Enhanced Video

## Classifiche
| Classifica (2000)        | Posizione massima |
| ------------------------ | ----------------- |
| Australia                | 4                 |
| Austria                  | 7                 |
| Belgio (Fiandre)         | 18                |
| Belgio (Vallonia)        | 16                |
| Europa                   | 5                 |
| Finlandia                | 15                |
| Francia                  | 40                |
| Germania                 | 9                 |
| Irlanda                  | 1                 |
| Italia                   | 3                 |
| Norvegia                 | 8                 |
| Nuova Zelanda            | 1                 |
| Paesi Bassi              | 11                |
| Regno Unito              | 1                 |
| Spagna                   | 3                 |
| Stati Uniti (dance club) | 24                |
| Svezia                   | 18                |
| Svizzera                 | 9                 |